# Aserbaidschanische Offiziershochschule – Heydər Əliyev
Die  Aserbaidschanische Offiziershochschule  (aserbaidschanisch Heydər Əliyev adına Azərbaycan Ali Hərbi Məktəbi), mit dem Ehrennamen Heydər Əliyev, dient der Republik Aserbaidschan als Ausbildungsstätte militärischen Führungspersonals (Fähnriche, Offiziere) für die Streitkräfte (aserbaidschanisch Azərbaycan Silahlı Qüvvələri) des Landes und befindet sich in Baku.

## Geschichte der Bildungseinrichtung
Die Tradition dieser Offiziershochschule (OHS) reicht bis in das Jahre 1920 zurück, als hier zunächst an der „Roten Kampfschule für Kommandeure“ (russisch Сборное Красное Комсоставовское Училище) und später an der „Ersten Aserbaidschanischen Kriegsschule“ (russisch Первая Азербайджанская Военная Школа) spezielle Lehrgänge zur Ausbildung von Kommandeuren durchgeführt wurden. In der Folgezeit wurde der Namen der Schule mehrfach geändert. Im Jahre 1924 erhielt diese militärischen Bildungseinrichtung den Namen „Transkaukasische vorbereitende Kriegsschule RKKA“ (russisch Закавказская Военно-Подготовительная Школа ЗВПШ) und wurde der Prototyp für die Suworow Kadettenschulen (benannt nach A. W. Suworow) der gesamten Sowjetunion. Bereits im November 1930 erfolgte eine Reorganisation mit dem Ziel der Schaffung einer „Mittleren militärischen Bildungseinrichtung“. So entstand die „Bakuer Infanterieschule für Kommandeure“ (russisch Бакинская Пехотная Школа Комсостав им. Оржонекидзе) mit dem Ehrennamen „G. K. Ordschonikidse“. Die Ausbildungsdauer wurde auf drei Jahre festgesetzt. Danach wurde der Namen leicht abgewandelt in „Bakuer Infanterieschule“.

### Weiter Namensänderungen
- März 1954 „Bakuer Kriegsschule“ (russisch Бакинское Военное Училище)
- 1958 „Bakuer Offiziershochschule für allgemeine Truppenkommandeure – Oberster Sowjet der Aserbaidschanischen SSR“ (russisch Бакинское Высшее Общевойсковое Командное Училище им. Верховного Совете Азербайджанской ССР)

### Gegenwärtige Namensgebung
Nach Wiedererlangung der Unabhängigkeit Aserbaidschans trägt die militärische Bildungseinrichtung den gegenwärtigen Namen Aserbaidschanische Offiziershochschule – Heydər Əliyev und bildet vorwiegend Offiziere für die Streitkräfte des Landes aus. Unter den Absolventen der Offiziershochschule befinden sind namhafte aserbaidschanische aber auch russische Militärs.

## Absolventen und Professoren
- Əbiev, Səfər Axundbala – Generaloberst, Verteidigungsministerium Republik Aserbaidschan

## Kommandeure
Seit 1950 wurden die nachstehenden Offiziere als Kommandeur berufen.
|     | Name                                                                 | von – bis | Anmerkung            |
| --- | -------------------------------------------------------------------- | --------- | -------------------- |
| 1.  | Generalmajor Preobraschenskij, Georgij Nikolaewitsch                 | 1950–1953 |                      |
| 2.  | Generalmajor Gerdinarenko, Leonid Iwanowitsch                        | 1953–1956 |                      |
| 3.  | Generalmajor Zeynalov, Hacıbaba Mamed oğlu                           | 1957–1960 |                      |
| 4.  | Generalmajor Fedorof, Wasilij Nikolaewitsch                          | 1957–1960 | Held der Sowjetunion |
| 5.  | Generalmajor Fedotow, Wassilij Nikolajewitsch                        | 1960–1965 | Held der Sowjetunion |
| 6.  | Generalmajor Sewastjanow, Konstantin Wassiljewitsch                  | 1965–1970 |                      |
| 7.  | ?                                                                    | 1970–1977 |                      |
| 8.  | Generalmajor (später Generalleutnant) Barschatlui, Walech Ejub oglui | 1977–1987 |                      |
| 9.  | Generalmajor Lowanow, Aleksander Iwanowitsch                         | 1987–1989 |                      |
| 10. | Generalmajor Kowaljow, Iwan Mitrofanowitsch                          | 1989–1992 |                      |
|     |                                                                      |           |                      |
| 1.  | Generalmajor Kowaljow, Iwan Mitrofanowitsch                          | 1992–1994 |                      |
| 2.  | keine Angaben                                                        | 1994–     |                      |

Koordinaten: 40° 23′ 43″ N, 49° 52′ 56″ O